# Pleurogorgiidae
Die Pleurogorgiidae sind eine Familie der Achtstrahligen Korallen (Octocorallia), die im Pazifik und im Indischen Ozean vor allem in mäßig tiefen Bereichen und in größeren Tiefen vorkommt.

## Merkmale
Wie fast alle Oktokorallen bilden die Arten der Familie Pleurogorgiidae Kolonien, die aus vielen Einzelpolypen bestehen. Die Kolonien stehen aufrecht, sind unverzweigt oder verzweigt, und mit dem Untergrund durch eine kräftige, verkalkte Haftscheibe verbunden. Sie besitzen eine spröde Skelettachse, die aus festem, nicht skleritischem Calciumcarbonat besteht, das in konzentrischen Schichten angeordnet ist. Die Schichten sind normalerweise glatt und nicht wellig. Im Querschnitt ist die Skelettachse elliptisch oder kreisförmig. Sie hat einen metallischer Glanz, ist aber nicht durchscheinend. Die auf den Ästen in einer Reihe angeordneten Polypen sind monomorph, können sich nicht zurückziehen aber zusammenziehen. Die Sklerite in der Körperwand der Polypen und im Coenenchym sind in zwei Schichten angeordnet. In der unteren Schicht haben sie die Form länglicher und höckerigen Schuppen, abgeflachter Spindeln und Platten, in der oberen Schicht sind es Platten und blattartige Sphäroide. In den Tentakeln sind die Sklerite glatte und höckerige Schuppen, Platten und blattartige Sphäroide. Alle Arten der Pleurogorgiidae leben nicht mit Zooxanthellen in Endosymbiose und sind ausschließlich auf planktonische Nahrung angewiesen.

## Gattungen
Zur Familie Pleurogorgiidae gehören zwei Gattungen:
- Aurogorgia Cairns, Cordeiro & Alderslade, 2021
- Pleurogorgia Versluys, 1902